# Chiquiguao 2da. Sección
Chiquiguao 2da. Sección är en ort i Mexiko.   Den ligger i kommunen Centro och delstaten Tabasco, i den sydöstra delen av landet, 700 km öster om huvudstaden Mexico City. Chiquiguao 2da. Sección ligger 48 meter över havet och antalet invånare är 227.
Terrängen runt Chiquiguao 2da. Sección är huvudsakligen platt. Chiquiguao 2da. Sección ligger uppe på en höjd. Runt Chiquiguao 2da. Sección är det ganska tätbefolkat, med 65 invånare per kvadratkilometer. Närmaste större samhälle är Belén, 19,9 km sydost om Chiquiguao 2da. Sección. Trakten runt Chiquiguao 2da. Sección består till största delen av jordbruksmark.